# 온저항

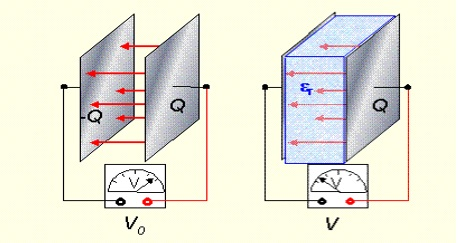

온저항(impedance 임피던스[*])은 교류 회로에서 전압이 가해졌을 때 전류의 흐름을 방해하는 저항의 값이다. 임피던스의 값은 교류 회로의 전압과 전류의 비로 나타낼 수 있으며, 일반적으로 교류 전압의 진동수에 의존한다. 교류 회로에서 임피던스는 저항 개념의 확장인데, 크기값만 갖는 저항과 달리 크기와 위상의 값을 갖는다. 직류 회로에서는 임피던스와 저항이 같은데, 이는 임피던스의 위상각이 0이라 생각하면 된다. 전기 회로망에서 교류 회로를 분석할 때 임피던스가 자주 사용되는데, 임피던스를 이용하면 삼각함수의 형태를 갖는 전압과 전류의 관계를 직선으로 나타낼 수 있기 때문이다.
임피던스는 복소수로 표시되며, 국제단위계에서 단위는 옴(Ω)이다. 임피던스의 기호는 보통 {\displaystyle Z}로 나타내며, 크기와 위상각을 함께 나타낼 때에는 {\displaystyle \mid Z\mid \angle \theta }의 형태로 나타낼 수 있다. 보통 복소평면에 나타내는 방법이 회로를 분석할 때 가장 많이 쓰인다. 직류회로의 전기저항과는 달리 온저항이 큰 것이 꼭 온저항이 작은 것보다 저항이 크다고 단정지을 수는 없다. 서로 다른 두 회로를 연결할 때는 각 회로의 온저항을 같게 해주는 것이 원칙이다.
임피던스의 역수는 어드미턴스로, 국제단위계에서 단위는 지멘스(S)이다.
이하에서는 {\displaystyle j} : 허수단위, {\displaystyle \omega } : 교류의 각진동수(진동수에 {\displaystyle 2\pi }를 곱한 양)로 놓는다.

## 전기저항에 의한 것
저항이라고 한다. 전기 저항을 {\displaystyle R}, 전기 저항에 의한 온저항을 {\displaystyle Z_{\rm {R}}}로 놓으면 다음과 같은 식이 성립한다.
{\displaystyle Z_{\rm {R}}=R}

## 유도계수에 의한 것
유도 반응저항(리액턴스)이라고 한다. 인덕턴스를 {\displaystyle L}라 하면 인덕턴스에 의한 온저항 {\displaystyle Z_{\rm {L}}}은
{\displaystyle Z_{\rm {L}}=j\omega L}
가 된다. 크기는 {\displaystyle \omega L} 이고, {\displaystyle j=e^{\pi j/2}}이므로 저항보다 위상 {\displaystyle \pi /2}이 빠르다.

## 전기용량에 의한 것
용량 리액턴스라고 한다. 전기용량을 {\displaystyle C} , 전기용량에 의한 온저항을 {\displaystyle Z_{\rm {C}}}으로 놓으면 다음과 같은 식이 성립한다.
{\displaystyle Z_{\rm {C}}={\frac {1}{j\omega C}}}

## 총 온저항
RLC 직렬회로에 있어서 총 온저항을 {\displaystyle Z} , 리액턴스를 {\displaystyle X} , 가해준 전압의 복소수 표시를 {\displaystyle V} , 실효치를 {\displaystyle V_{\rm {e}}} , 흘려주는 전류의 복소수표시를 {\displaystyle I} , 실효치를 {\displaystyle I_{\rm {e}}} 라고 놓으면 다음과 같은 식들이 성립한다.
{\displaystyle Z=R+j\omega L+{\frac {1}{{j}\omega C}}=R+jX}
{\displaystyle X=\omega L-{\frac {1}{\omega C}}}
{\displaystyle V=IZ}
{\displaystyle V_{\rm {e}}=|V|=I_{\rm {e}}|Z|}
{\displaystyle V_{\rm {e}}=I_{\rm {e}}{\sqrt {R^{2}+X^{2}}}}
또한, 전압에서 전류의 위상차 {\displaystyle \phi }는 다음 식으로 나타낼 수 있다.
{\displaystyle \phi =\tan ^{-1}{\frac {X}{R}}}

## 같이 보기
- 스미스차트